# Свебор
Свебор е бойно изкуство от Сърбия. Думата свебор може да означава srpske veštine borenja, както и sve vrste borenja, които се превеждат като „сръбско бойно изкуство“ и „всякакъв вид бой“.

## Прозиход
Преди огнестрелните оръжия, воините на Балканите използвали бойни изкуства, които им помагали в битката срещу враговете им. Свебор е базирано на тези бойни изкуства, използвани от сръбските рицари през Средновековието. Древните бойни техники били прдавани от едно поколение на следващо. Смята се, че това бойно изкуство било измислено от войниците на Александър Велики.

## Характеристики
Свебор е много контактна форма на ръкопашен бой като се иползват и оръжия като ножове и брадви. Свебор включва юмручен бой, ритници, удари с глава, премятания, извивания и дори хвърляне на камъни.
Някои основни удари в Свебор:
- Danga – директен удар с дланта напред.
- Dandara – удар с юмрук.
- Čuburski udarac glavom – удар с глава
- Dvoručni udarac – държене на едната ръка в другата и люлеене на опонента (може да бъде използвано да се повали конник)
- Zilur udarac – удар с длан в гърба